# 예고르 티토프
예고르 일리치 티토프(러시아어: Егор Ильич Титов, 1976년 5월 29일 ~ , 모스크바)는 러시아의 전직 축구 선수이다. 현재 러시아 프리미어리그의 FC 스파르타크 모스크바에서 트레이너 직을 수행하고 있다.

## 선수 경력
티토프는 1995년부터 2008년까지 스파르타크 모스크바, 2008년 힘키에서 선수 생활을 했으며, 2009년 스파르타크 모스크바 시절의 팀 동료 안드레이 티호노프와 함께 카자흐스탄의 로코모티브 아스타나로 이적했다. 러시아 축구 국가대표팀에서는 1998년부터 2007년까지 41경기에서 7골을 넣었으며, 2002년 FIFA 월드컵에 출전해 튀니지와의 첫 경기에서 선취골을 넣고 팀의 2대 0 승리를 이끌었다.

## 수상
스파르타크 모스크바
- 러시아 프리미어리그 : 1996, 1997, 1998, 1999, 2000, 2001
- 러시아 프리미어리그 준우승 : 2005, 2006, 2007, 2009, 2011-12
- 러시아 컵 : 1997-98, 2002-03
- 러시아 컵 준우승 : 1995-96, 2005-06
- 러시아 슈퍼컵 준우승 : 2004, 2006, 2007

개인
- 러시아 올해의 선수상 (Sport-Express) : 1998, 2000
- 러시아 올해의 선수상 (Futbol) : 1998, 2000